# Sinogastromyzon tonkinensis
Sinogastromyzon tonkinensis és una espècie de peix d'aigua dolça de la família dels balitòrids i de l'ordre dels cipriniformes. Via a la conca del Riu Roig a la Xina (Yunnan) i el Vietnam.